# 1440p
1440p(2560*1440, 16:9, Wide Quad HD)는 HD(720P)의 4배에 해당하는 해상도를 말한다. QHD(Quad HD)라고 불리기도 하며, 모니터 및 랩탑 컴퓨터 제품에 적용되어 있다.
1440p는 가로 줄에 2,560개의 화소(픽셀)와 세로 줄에 1,440개의 픽셀을 가지고 있어 전체 화면에 370만 개의 화소를 표현할 수 있다. 화소 수가 많다는 것은 그림을 보다 세밀하고 정밀하게 나타낼 수 있다는 것을 뜻한다.

## 역사
2010년 2월 Dell 27" WQHD 모니터 출시(울트라샤프 U2711)로 상용화되었다. 2012년까지는 전문가용, 게임용 모니터에만 소급 적용되다가 2013년부터 프리미엄급 일반 모니터에도 적용되기 시작하였다. 모니터에 이어 모바일 기기도 WQHD로의 고해상도화가 진행되고 있다.
2013년 11월 삼성전자 디스플레이 김기남 사장은 2014년에 WQHD 모바일 제품군을 출시한다고 공표하였다.

삼성전자는 2014년 삼성 디스플레이의 유기능동 디스플레이(OLED) 5.2 인치를 탑재한 WQHD 스마트폰 삼성 갤럭시 S5 광대역 LTE-A 모델을 상반기에 출시했다. 삼성 갤럭시 S5 광대역 LTE-A는, 기존 삼성 갤럭시 S4에 적용된 Diamond Pixel 구조가 동일하게 적용되어 유기물 증착 공간 활용성을 높이고 문자 가독성 개선에도 기여할 것으로 예상된다. 그러나 대한민국에 가장 먼저 출시된 WQHD 스마트폰은 LG G3로 LG전자가 선보였다.
- 모바일 기기 고해상도 트렌드(* Samsung Galaxy Series )

| Series              | Galaxy S       | Galaxy S2     | Galaxy S3    | Galaxy S4       | Galaxy S5       |
| ------------------- | -------------- | ------------- | ------------ | --------------- | --------------- |
| Size(inch)          | 4"             | 4.27"         | 4.8"         | 4.99"           | 5.1"            |
| Resolution          | WVGA (480*800) | WVGA(480*800) | HD(720*1280) | FHD (1080*1920) | FHD (1080*1920) |
| ppi(pixel per inch) | 233 ppi        | 218 ppi       | 305 ppi      | 441 ppi         | 432.1 ppi       |
| Released date       | 2010/06/24     | 2011/04/29    | 2012/05/29   | 2013/04/26      | 2014/3/27       |

## 특징(HD급 대비)

### 문자 가독성 증가

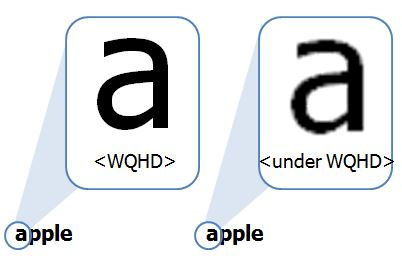
문자 가독성 비교

WQHD급의 고해상도 Display는 많은 화소 수를 가지고 있기 때문에 문자(Character) 표현력이 뛰어나다. 흰 바탕에 검은색으로 문자를 입력한다고 했을 때, 문자와 배경 사이에 경계 강도가 FHD 비 뚜렷하게 나타난다. 따라서 E-book, Web site등 문자 사용량이 많은 mobile 기기에서 고해상도 특성이 더 뚜렷하게 나타나며 사용자로 하여금 눈의 피로를 적게 느끼게 해준다.

### 선명도

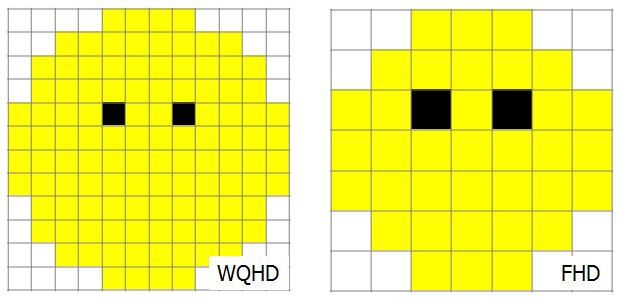
그림 선명도 비교

5 inch Mobile 기기 기준으로, 2560개의 가로 pixel 한 줄의 폭이 머리카락(10um)보다 좁다. 이렇게 Micro 단위의 정교한 묘사가 가능하기 때문에 Screen 속 그림의 선명도가 배가 된다. 특히 그림의 절단 (Edge)부분에서 HD급 보다 분명한 구분이 가능하다.

### 심미적 효과: Mobile 기기에서의 높은 ppi

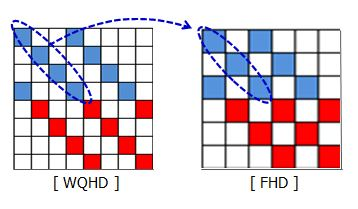
Resolution Comparison

4~5 inch mobile 기기에 적용되면 500ppi 이상을 구현하게 된다. 높은 ppi는 사용자로 하여금 심미감을 느끼게 한다. 사용자는 같은 그림이라고 해도 화소 집적도에 따라 500ppi 이상에서 아름다움을 더 느낀다.
다시 말해 같은 inch의 Display라고 해도 높은 해상도의 제품이 그림을 더욱 아름답게 표현하고, 동급 해상도의 20" Monitor 보다 5" Phone에서 보았을 때 그림은 더욱 선명하고 아름다워 보인다.

### 고해상도 Multi screen

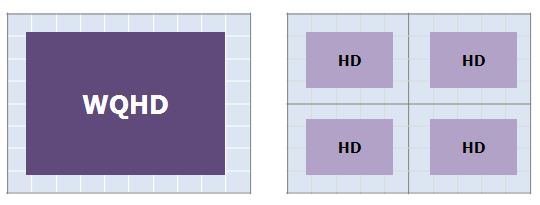
고해상도 화면분할 사용

Content의 다양화로 한 화면에서 다양한 Content를 제공하는 Multi Screen 사용 행태가 늘어나고 있다. WQHD Display는 Multi Screen 사용 시 고해상도 화면을 제공한다.

## 적용 제품
Samsung 5.25" OLED WQHD Mobile Phone 2014년 출시 예정 갤럭시 5 출시 기사, 다이아몬드 픽셀 구조의 고해상도 Display.
List of WQHD Product List of WQHD Product
Acer 13" touch screen laptop Acer S7-392(2013)

삼성 싱크마스터 27" (2011)

## 같이 보기
- 2K 해상도
- 4K 해상도
- 8K 해상도